# Río Jerga
El río Jerga es un río español, de la provincia de León, que nace en la Peña del Gato y pasa por Castrillo de los Polvazares, Murias de Rechivaldo, Astorga y Celada de la Vega antes de finalizar su recorrido en el río Tuerto, junto a la localidad de Nistal. 

## Características
Afluente del río Tuerto, se trata de un río pequeño, de poco caudal, que sufre un fuerte estiaje en los meses veraniegos, siendo primavera y otoño los momentos en los cuales lleva agua de forma regular tras las lluvias equinocciales.
Aparece descrito en el octavo volumen del Diccionario geográfico-estadístico-histórico de España y sus posesiones de Ultramar de Pascual Madoz de la siguiente manera:

GERGA: riach. en la prov. de Leon, part. jud. de Astorga: nace en la vertiente de una cordillera cerca de Castrillo de los Polbazares, cuyo terreno fertiliza, asi como los de Murias de Rechivaldo, Valdeviejas y Astorga, donde la cruza la carretera de Galicia por un puente de piedra de un solo arco; otro de la misma materia se ve en el pueblo de Murias y antigua camino de Galicia; su curso es de unas 4 leg., al cabo de las cuales desagua en el r. Tuerto junto al pueblo de Celada; sus aguas, que apenas son suficientes en invierno para impulsar una rueda de molino, se disminuyen mucho en el verano, tanto que casi llega á secarse.
(Madoz, 1847, p. 348)